# Daphnopsis racemosa
Envira, enirá o ibirá, Embira-De-Sapo (Brasil), Daphnopsis racemosa Griseb es un arbusto de 1-3m de altura, de follaje perennifolio, dioico, Es un componente abundante del sotobosque de los bosques del Uruguay. En algunos sitios crece fuera del bosque, formando matorrales, lo que sugiere para algunos investigadores, que en esos lugares hubo bosques que han sido destruidos.

## Descripción
Hojas simples, alternas,sésiles o subsésiles  sin o con un pecíolo muy corto), espatuladas, oblanceoladas hasta obovadas, borde liso, sin pelos, de ápice retuso y base cordada.Flores en racimos nacen en las partes desnudas de ramas y ramillas, blancas verdosas, pequeñas, florece desde julio a noviembre.Especie dioica. El fruto es una drupa, blanca, de 2-3 cm de diámetro, fructifica en verano.Se propaga por semillas y estacas.

## Distribución y Hábitat
Es endémica del nordeste de la Argentina, Brasil, Paraguay y Uruguay.  En el Uruguay se trata de una de las especies más frecuentes en los bosques y es posible encontrarla en gran parte del territorio nacional. De acuerdo con Brussa y Grela (2007), “habita todos los tipos de bosques de todo el país, tanto hacia los bordes como formando parte del sotobosque interior”. En la Argentina se desarrolla sobre suelos arenosos en los bosques ribereños del Río Uruguay y sus afluentes, hasta el Delta del Paraná y en la Isla Martín García. En Brasil se encuentra en el Cerrado (sensu lato), Bosque Atlántico y Pampa.Specíficamente en los bosques ribereños o de galería, el bosque Ombrófila (BosquePluvial) y Bosque Ombrófilo Mixto

## Usos
La corteza tiene gran resistencia y es muy usada para atar. La envira es una especie apícola, es decir como una de las plantas de las cuales las abejas obtienen polen.  
La envira tiene un gran uso potencial como ornamental. Este aspecto ha sido mencionado por varios autores. Por su resistencia tanto al sol pleno, como a las heladas, su follaje muy atractivo , la posibilidad de ser podada y su  facilidad de reproducción.Por otra parte puede ser cultivada en zonas costeras dado que resiste la salinidad,  al viento y a la insolación. 
En Uruguay, estas plantas son utilizadas para tratar principalmente dolencias en los sistemas: digestivo, sensorial y respiratorio.

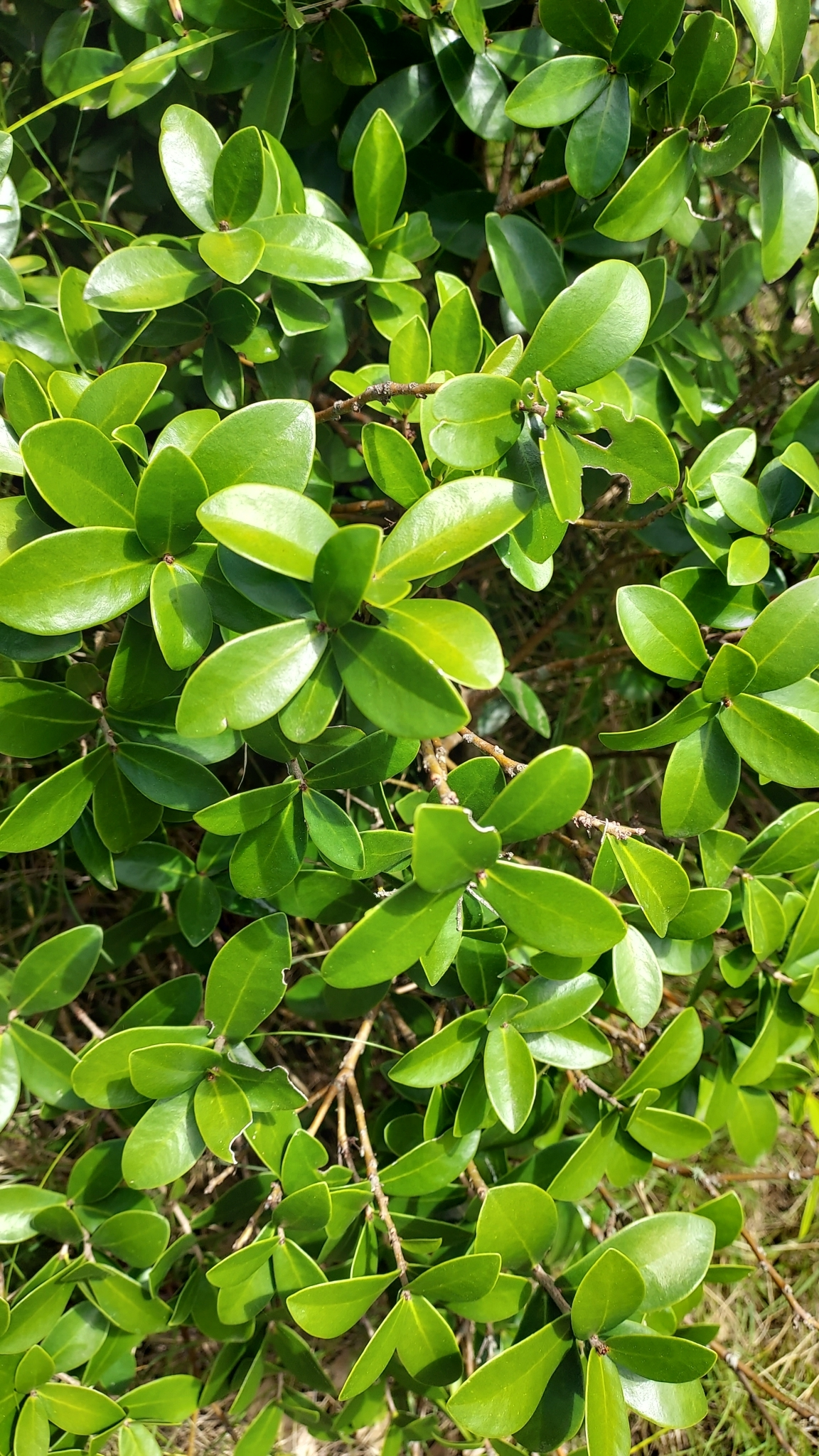
Envira (Daphnopsis racemosa). Se puede apreciar su follaje caracteístico

## Sinonimia[2]
Daphnopsis racemosa Griseb. var. leptostachys
Daphnopsis longiracemosa Gilg ex Domke
Daphnopsis umbelluligera Domke
Daphnopsis leguizamonis Lorentz, nom. nud ((abrev.: nom. nud.).
Daphnopsis leguizamonis Griseb. ex Gilg